# The Zombie Diaries
The Zombie Diaries es una película de terror independiente de metraje encontrado británica de 2006 escrita, producida y dirigida por Kevin Gates y el cineasta debutante Michael Bartlett. Está protagonizada por Russell Jones, Sophia Ellis y James Fisher.
La película se rodó en formato de documental portátil en DV y se dividió en tres partes.

## Argumento
Soldados del ejército británico limpian una pequeña colección de granjas junto a dos científicos que toman una muestra de tejido de un civil fallecido que parece haber sido reanimado y luego le disparan.
El primer capítulo de la película, "El brote", comienza en la ciudad de Londres, enfatizando las reacciones desdeñosas y paranoicas de la población ante el brote de una enfermedad no especificada que se está abriendo paso gradualmente en Gran Bretaña. Luego, la película pasa a imágenes del viaje de un equipo de documentalistas al campo, donde, en el proceso de filmación de material relacionado con el virus, los personajes se encuentran con el brote de zombis de primera mano. La historia de estos cuatro individuos se revisa en la segunda mitad de la película. El segundo capítulo, "Los carroñeros", tiene lugar un mes después. Dos hombres (uno de ellos estadounidense) y una mujer viajan en un pequeño automóvil armados únicamente con un rifle, en busca de comida y repuestos de radio.
El capítulo final, "Los sobrevivientes", cuenta la historia de un grupo más grande de personas no infectadas que han acampado en una granja. Dividen su tiempo haciendo reconocimiento de las áreas circundantes, deteniendo el flujo interminable de zombis entrantes y discutiendo entre ellos. En la escena inicial del capítulo, el público observa cómo "los sobrevivientes" ejecutan tranquilamente a los infectados que se acercan. Por la conclusión, en la que la película retrocede en el tiempo a las primeras noches del equipo documental al comienzo del primer diario ("El brote"), la palabra "supervivientes" se convierte en un título irónico, ya que todos menos uno son asesinados. por dos psicópatas no infectados.
Ambos asesinos también sobreviven, uno desapareció después de ayudar a matar al equipo de filmación y el otro mata a los "sobrevivientes".

## Reparto
- Russell Jones como Goke
- Craig Stovin como Andy
- Jonnie Hurn como John
- James Fisher como Geoff
- Anna Blades como Vanessa
- Imogen Church como Sue
- Sophia Ellis como Anna McKenzie
- Victoria Summer como Leeann
- Jessica Gannon como Criatura
- Jonathan Ball como Matt
- Alison Mollon como Elizabeth
- Kyle Sparks como Greg
- Will Tosh como James
- Eve Appley como niña
- Vicky Appley como madre
- Scott Ainslie como el sargento Jim McCulloch

Si bien el elenco estaba compuesto por actores profesionales, pocos eran conocidos aparte de una breve aparición de Leonard Fenton, conocido por interpretar al Dr. Harold Legg en EastEnders.

## Producción
La idea de la película fue propuesta por Michael Bartlett a Kevin Gates en otoño de 2004. Bartlett originalmente la concibió como un cortometraje, pero Gates sintió que se adaptaba mejor a un largometraje. Los cineastas querían centrarse principalmente en los supervivientes y no en los propios zombis.
El casting implicó pedir a los actores que improvisaran secuencias completas de la película. Gates y Bartlett eligieron al elenco en gran parte desconocido como resultado de este proceso. El rodaje tuvo lugar los fines de semana entre julio y noviembre de 2005 y la posproducción se completó durante 2006.

## Lanzamiento
La película hizo su debut en el cine a pequeña escala el 29 de octubre de 2006 en el Broadway Cinema de Letchworth Garden City, seguida de un debut en Leicester Square el 27 de agosto de 2007, como parte del festival de cine de terror más grande del Reino Unido, el London FrightFest Film Festival (esta proyección fue precedida por un intento de romper el récord mundial de participantes en una caminata zombie).
El DVD estadounidense fue lanzado el 18 de noviembre de 2008 por Dimension Films.

## Recepción
Steve Barton de Dread Central lo calificó con 4/5 estrellas y escribió: "Aunque The Zombie Diaries no abre exactamente nuevos caminos, brinda a los espectadores una experiencia extremadamente visceral y, en ocasiones, sombría". Beyond Hollywood escribió que el gran elenco dificulta la empatía con los personajes individuales, pero la atmósfera de la película y los zombis que se mueven lentamente la convierten en una exitosa película de terror inspirada en Romero. Justin Felix de DVD Talk lo calificó con 2.5/5 estrellas y escribió que aunque las secuencias de acción se vuelven repetitivas, los personajes son interesantes. David Johnson de DVD Verdict escribió: "No es un viaje emocionante o una historia épica de muertos vivientes, peroZombie Diaries cuenta una historia interesante con un enfoque único". Escribiendo en The Zombie Movie Encyclopedia, Volume 2, el académico Peter Dendle escribió: "Si los zombis en sí mismos no son brillantes, habitan una película de zombis verdaderamente efectiva y un argumento convincente". apocalipsis de muertos vivientes". Anton Bitel de Eye for Film le dio a la película tres de cinco estrellas y comentó que "a pesar de algunos vínculos de conexión inesperados que surgen entre sus tres 'diarios' fragmentados, la película en general adolece de una falta de cohesión y economía".

## Secuela
En marzo de 2010, el productor, escritor y director de la película, Michael Bartlett, anunció que él y su coproductor, escritor y director Kevin Gates habían tenido la idea de hacer una secuela de la película. También se anunció que la secuela había sido aprobada por The Weinstein Company y que Bartlett y Gates volverán a dirigir y algunos de los miembros del reparto de la primera película volverán a protagonizar.
La secuela recibió un estreno limitado en los cines del Reino Unido el 24 de junio de 2011, seguido de un DVD lanzado el 27 de junio. Un lanzamiento en Estados Unidos siguió en octubre. Los protagonistas son Alix Wilton Regan (reemplazando a Victoria Summer como Leeann), Philip Brodie y Vicky Aracio.